# Craig Bron-banog
Craig Bron-banog är ett berg i Storbritannien.   Det ligger i kommunen Denbighshire och riksdelen Wales, i den södra delen av landet, 280 km nordväst om huvudstaden London. Toppen på Craig Bron-banog är 483 meter över havet.
Terrängen runt Craig Bron-banog är kuperad österut, men västerut är den platt. Runt Craig Bron-banog är det ganska tätbefolkat, med 60 invånare per kvadratkilometer. Närmaste större samhälle är Ruthin, 11,6 km nordost om Craig Bron-banog. I omgivningarna runt Craig Bron-banog växer i huvudsak blandskog.